# Asphondylia caprariae
Asphondylia caprariae är en tvåvingeart som beskrevs av Wunsch 1979. Asphondylia caprariae ingår i släktet Asphondylia och familjen gallmyggor.
Artens utbredningsområde är Colombia. Inga underarter finns listade i Catalogue of Life.